# フィリップ・ホジナー
フィリップ・ホジナー（Philipp Hosiner、1989年5月15日 - ）はオーストリア・アイゼンシュタット出身のサッカー選手。キッカーズ・オッフェンバッハ所属。ポジションはフォワード。

## 経歴
7歳で地元のSC Eisenstadtに入団。オーストリア・ブンデスリーガに属するSVマッテルスブルクの育成部門などで育ち、16歳で2. ドイツ・ブンデスリーガに属するTSV1860ミュンヘンのU18チームに移籍。
2006-07シーズンにはドイツ・U18全国選手権で優勝し、決勝戦ではVfLヴォルフスブルクを相手に決勝点を決めた。2007-08シーズンには23試合で16得点を記録した。
当時の育成部門でのチームメートにはユリアン・バウムガルトリンガー（バイエル・レバークーゼン）やトビアス・シュトローブル（ボルシア・メンヒェングラートバッハ）、ティモ・ゲプハルト（ハンザ・ロストック）らがいた。
2007-08シーズン後、同クラブでプロ契約を結びトップチーム昇格を果たす。初シーズンは基本トップチームで練習をしながらドイツ・レギオナルリーガに属するセカンドチームで公式戦に出場。31試合で12得点8アシストを記録し、チームのトップスコーラーになった。
その後は3. リーガに属するSVザントハウゼン、オーストリア・エアステリーガ（オーストリア2部）に属するファースト・ヴィエナFC、オーストリア・ブンデスリーガ1部に属するFCアドミラ・ヴァッカー・メードリングへと徐々にステップアップを果たし、2012年8月31日にオーストリア・ブンデスリーガに属するFKアウストリア・ウィーンへ移籍した。
ペーター・シュテーガー監督（現在1.FCケルン監督）の下チームにもフィットし、2012－13年シーズンでは30試合で27得点7アシストを記録。7年ぶりとなるリーグ優勝に貢献した。
2013-14シーズンではオーストリア・ブンデスリーガでは34試合に出場し14得点8アシストを記録。UEFAチャンピオンズリーグの予選では4試合で1アシスト、アトレティコ・マドリード、FCポルト、FCゼニト・サンクトペテルブルクと同グループになったUEFAチャンピオンズリーグの本大会では6試合に出場し2得点1アシストを決めた。
2014年夏、フランス・リーグ・アンに属するスタッド・レンヌに移籍したが、当初は原因不明のまま体調不良に悩まされるようになりほぼシーズンを通して試合に出場できなくなった。様々な精密検査を行った結果、体調不良の原因と診断された約2kgの重さにまで膨れ上がった腎細胞癌が2015年1月に発見され、2月に手術を受けた。その後はリハビリを続け、2015年5月には試合勘を取り戻すためにスタッド・レンヌのセカンドチームの公式戦に出場。
2015年夏にはドイツ・ブンデスリーガに属する1.FCケルンにレンタル移籍。徐々に試合勘を取り戻し、15試合に出場し1得点を決めた。
2016年夏、スタッド・レンヌにはレンタルバックせず、2. ブンデスリーガに属する1.FCウニオン・ベルリンに移籍した。2016-17シーズンでは24試合に出場し6得点1アシストを記録した。
2018年7月11日、SKシュトゥルム・グラーツに移籍した。
2019年9月22日、ケムニッツFCに移籍した。
2020年、1.FCディナモ・ドレスデンに移籍した。
2022年1月11日、キッカーズ・オッフェンバッハに移籍した。

## 代表歴
U20までのカテゴリーでは招集され、2011年にA代表デビューを果たしたが、同じフォワードのポジションにギド・ブルクシュタラー（シャルケ04）やマーティン・ハルニック（ハノーファー96）、マルク・ヤンコ（FCバーゼル）、マルコ・アルナウトヴィッチ（ストーク・シティFC）らがいるため、2017年5月現在A代表には招集されていない。

## プレースタイル
スピードと正確なシュート技術、ゴール前での冷静なプレーが特徴。ツートップでは主に身長のあるターゲットプレーヤーと組み、自らのスピードを生かして危険なスペースへの侵入を繰り返す。
プロデビュー当初は主にカウンターで生きるフォワードとして評価されていたが、FKアウストリア・ウィーンに移籍以降は1,5列目に下がりチームの組み立てに参加することも多くなったため、フォワードとしてはボールに触れる回数やパス本数が多い。2013－14年シーズンでの1試合当たりの平均ボールタッチ数は51,3回、平均シュート数は5,05本、シュートに繋がる味方へのラストパスは平均で2,84本であった。プレースタイルが似ていることからウルグアイ代表のエディンソン・カバーニと比較された。また、決定力が高いことで知られており、2012－13年シーズンの7月から1月まで挙げた21得点のために打ったシュートは僅か64本、と3本に1本のシュートがゴールに入る決定力であった。
基本ツートップもしくはワントップのフォワードとして試合に出場しているが、チーム事情によってはトップ下として出場することもある。

## タイトル

### クラブ
TSV1860ミュンヘン
- ドイツ・U18全国選手権 優勝（1回）： 2006-07

FKアウストリア・ウィーン
- オーストリア・ブンデスリーガ 優勝（1回）： 2012-13
- オーストリア・カップ 準優勝（1回）： 2012-13